# 379
379 foi um ano comum do século IV que teve início e terminou a uma terça-feira, segundo o Calendário Juliano. A sua letra dominical foi F.
| Ano completo                       |
| ---------------------------------- |
| Ano comum com início à terça-feira |

## Eventos
- Artaxer II sobe ao trono no Império Sassânida (até 383)
- Nun Yax Ayin sobe ao trono de Tikal (até 411)
- Teodósio I sobe ao trono como imperador do Oriente (até 395).
- Gregório Nazianzo, o Teólogo torna-se Arcebispo de Constantinopla (até 381)

## Mortes
- 1 de janeiro – Basílio de Cesareia, bispo da Cesareia (n. 330)
- 19 de julho – Macrina, a Jovem, freira e santa (n. 330)

### Data desconhecida
- Sapor II, rei do Império Sassânida (n. 309)